# Elías Hernández
Elías Hernández est un footballeur international mexicain né le 29 avril 1988 à Morelia. Il évolue actuellement au poste d'ailier droit au Club León, dans le Championnat du Mexique.

## Carrière

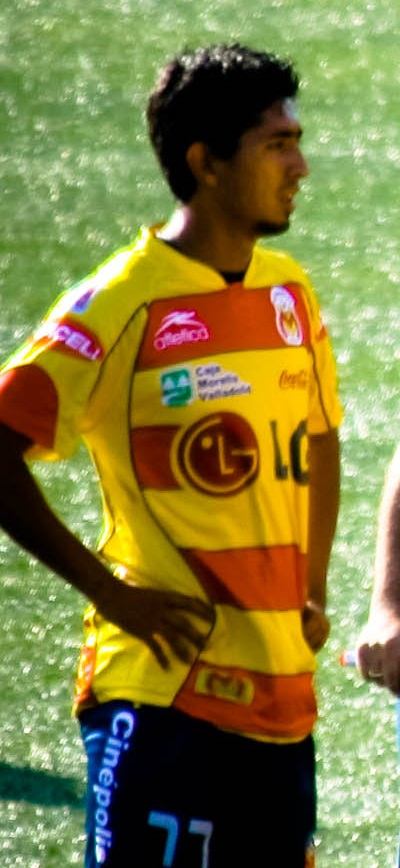
Hernández avec Monarcas Morelia en 2009

Le 2 juin 2021, il quitte Cruz Azul sur un titre de champion du Mexique attendu depuis 1997, et revient au Club León, où il avait déjà évolué entre 2013 et 2018.

## Palmarès

### En club
- Monarcas Morelia
  - Vainqueur de la SuperLiga en 2010

- Club León
  - Champion du Mexique en 2013 (Ouverture et Clôture)

- Cruz Azul
  - Champion du Mexique en 2021 (Clôture)
  - Vainqueur de la Coupe du Mexique en 2018 (en) (Apertura)
  - Vainqueur de la Supercoupe des coupes du Mexique en 2019 (en)
  - Vainqueur de la Leagues Cup en 2019

### En sélection
- Équipe du Mexique
  - Vainqueur de la Gold Cup en 2011
  - Vainqueur de la CONCACAF Cup (en) (organisée en 2015)

### Distinctions individuelles
- Membre de l'équipe-type du championnat du Mexique en 2017 (ouverture) et 2018 (ouverture)